# Équipe de Tahiti de beach soccer
L'équipe de Tahiti de beach soccer, également appelée les Tiki Toa, est une sélection de la Polynésie française qui réunit les meilleurs joueurs tahitiens dans cette discipline.

## Histoire
Tahiti apparait sur la carte du beach soccer international en 2011 en se qualifiant pour la première fois pour la Coupe du monde au détriment des îles Salomon, qui exercent jusque-là une suprématie totale en Océanie. À Ravenne 2011, la sélection tahitienne réalise des débuts plus qu'honorables parmi l'élite, obtenant même une victoire historique (5-2) contre le Venezuela pour sa première sortie dans le tournoi. Ensuite, les Océaniens concèdent deux défaites, face au Nigeria et à la Russie, future championne du monde.
En 2012, grâce à ses sponsors et à la fédération tahitienne de football, l'équipe nationale réalise un tour d'Europe et notamment en Suisse. Les joueurs sont séparés dans plusieurs équipes mais l’ossature s’articule autour des Sable Dancers. Ils jouent des matchs amicaux avec l’équipe nationale suisse et voyagent en Estonie, Croatie, Autriche. Ils disputent aussi de nombreux tournois et engrangent une maximum d’expérience.
Au début de l'année 2013, l'équipe de France de beach soccer vient disputer trois matchs amicaux à Tahiti pour préparer sa saison. La première rencontre à Papeete voit les Tiki Toa l'emporter 8-3. Lors d'un second match, plus serré, les français s'inclinent 5-4, avant de concéder une troisième défaite en 7 jours, aussi lourde que la première : 7-2.
Durant "sa" Coupe du monde, Tahiti créé la sensation devant son public. De bout en bout, les Tiki Toa pratiquent un jeu enthousiaste et léché, et une place sur le podium n'aurait pas été volée pour le pays hôte. En quart de finale, l'équipe emmenée par l'entraîneur suisse Angelo Schirinzi abasourdi l'Argentine, championne d'Amérique du Sud en titre, avec une victoire 6-1. En demi-finale contre les futurs champions du monde russes, Tahiti mène jusqu'à trois minutes du coup de sifflet final et dans le match pour la troisième place, les insulaires poussent le Brésil aux tirs au but dans un match fou (7-7, tab 1-0).
Lors des deux éditions suivantes, Tahiti réalisera sa meilleure performance en atteignant les finales des éditions 2015 et 2017, perdues contre, respectivement, le Portugal (3-5) et le Brésil (0-6).

## Palmarès
- Coupe du monde
  - 2e en 2015 et en 2017
  - 4e en 2013
  - 1er tour en 2011 et 2025

- Championnat d'Océanie (4)
  - Vainqueur en 2011, 2019, 2023 et  2024

- Coupe intercontinentale
  - Finaliste en 2015

### Évolution au classement BSWW
| Années       | 2007 | 2008 | 2009 | 2011 | 2013 | 2015 | 2016 | 2018 | 2020 | 2021 | 2022 | 2023 | 2024 |
| ------------ | ---- | ---- | ---- | ---- | ---- | ---- | ---- | ---- | ---- | ---- | ---- | ---- | ---- |
| Rang mondial | -    | -    | -    | -    | 16e  | 5e   | 27e  | -    | 16e  | 18e  | 20e  | 10e  | 13e  |
| Rang Océanie | -    | -    | -    | 1re  | 1re  | 1re  | 1re  | -    | 1re  | 1re  | 1re  | 1re  | 1re  |

| Légende du classement mondial : | de 1 à 10 | de 11 à 50 | de 51 à 120 |

| Légende du classement océanie : | de 1 à 2 | de 2 à 5 | de 5 à 6 |

## Personnalités

### Sélectionneurs
- 2011 :  Fabrice Marchand
- 2011- ... :  Teva Zaveroni /  Naea Bennett
- 2013 :  Angelo Schirinzi (CM 2013 Tahiti)
- 2015 :  Tehina Rota (CM 2015 Portugal)
- 2017 :  Teiva Izal (CM 2017 Bahamas)

### Effectif actuel
Effectif retenu pour la OFC Beach Soccer Nations Cup 2019 :
| N° | Nom                  | Poste      |
| -- | -------------------- | ---------- |
| 1  | Jonathan Torohia     | Gardien    |
| 2  | Angelo Tchen         | Défenseur  |
| 3  | Ariihau Teriitau     | Défenseur  |
| 4  | Heimanu Taiarui      | Défenseur  |
| 5  | Gervais Chan Kat     | Milieu     |
| 6  | Patrick Tepa         | Milieu     |
| 7  | Raimana Li Fung Kuee | Milieu     |
| 8  | Heiarii Tavanae      | pivot      |
| 9  | Heirauarii Salem     | Pivot      |
| 10 | Tearii Labaste       | Pivot      |
| 11 | Teaonui Tehau        | Milieu     |
| 12 | Franck Revel         | Gardien    |
|    | Naea Bennett         | Entraineur |